# Батејвија (Монтана)
Батејвија (енгл. Batavia) насељено је место без административног статуса у америчкој савезној држави Монтана.

## Демографија
По попису из 2010. године број становника је 385.
| Група             | 2000.    | 2010.       |
| Белци             | 0 (0,0%) | 366 (95,1%) |
| Афроамериканци    | 0 (0,0%) | 1 (0,3%)    |
| Азијати           | 0 (0,0%) | 1 (0,3%)    |
| Хиспаноамериканци | 0 (0,0%) | 7 (1,8%)    |
| Укупно            | 0        | 385         |